# Вавиловское общество генетиков и селекционеров

Эмблема ВОГиС

Вави́ловское о́бщество гене́тиков и селекционе́ров (до 1992 года Всесоюзное общество генетиков и селекционеров имени Н. И. Вавилова) — межрегиональная общественная организация, которая ведет свою историю с 1965 года. Современное общество было основано в 1992 году на базе Российского республиканского общества и ряда отделений Всесоюзного общества генетиков и селекционеров имени Н.И. Вавилова.

## История

### Всесоюзное общество генетиков и селекционеров имени Н. И. Вавилова

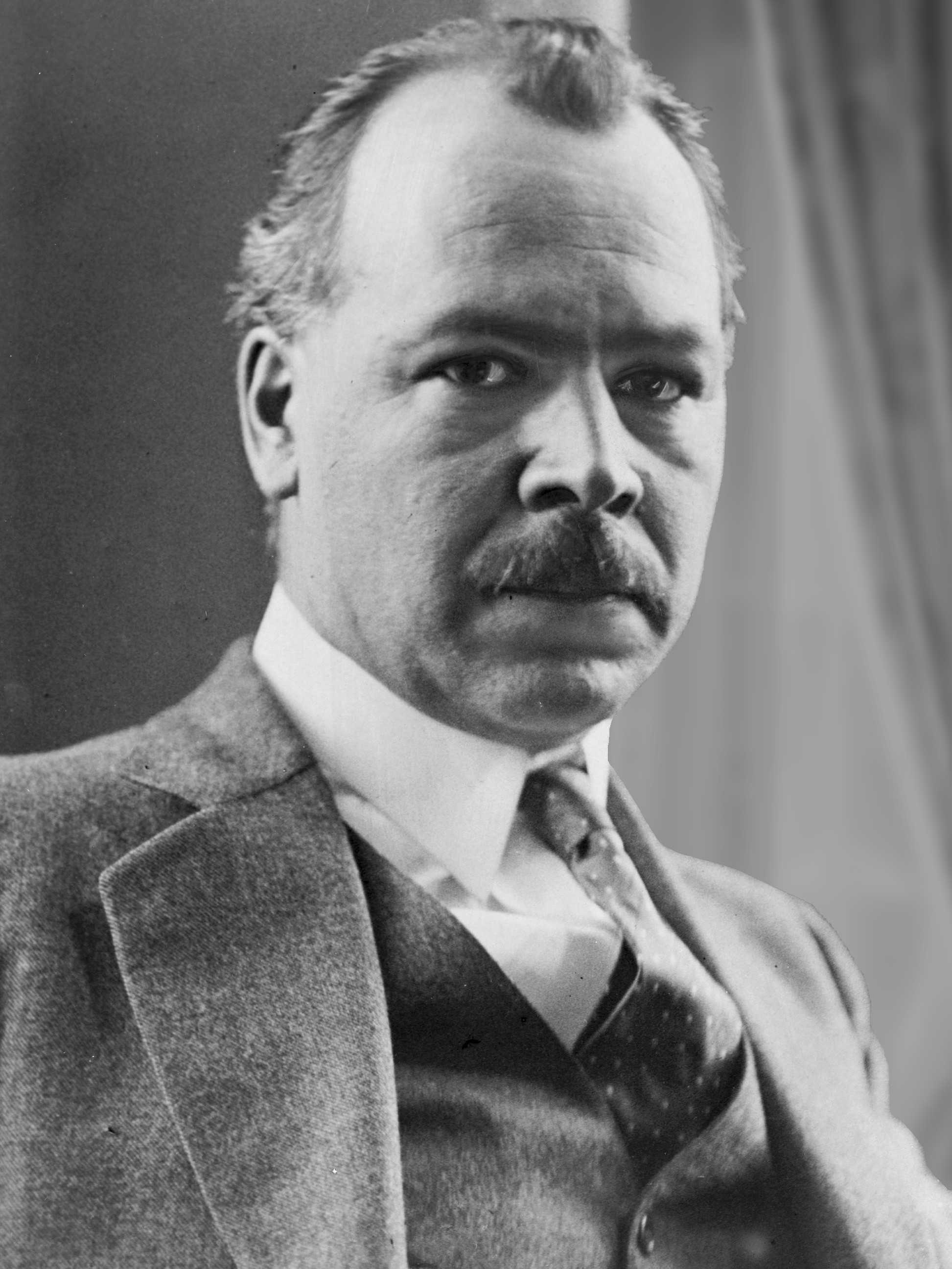
Академик Н. И. Вавилов — учёный-генетик, ботаник и селекционер

Академик Б. Л. Астауров — учёный-генетик, основатель и первый президент ВОГиСа

Всесоюзное общество генетиков и селекционеров имени Николая Ивановича Вавилова (1965—1992) — научное общество, созданное по предложению академик Б. Л. Астаурова в период возрождения генетических исследований в СССР. В годы расцвета насчитывало более 10 тысяч членов. Основной формой работы общества было проведение Всесоюзных съездов генетиков и селекционеров с периодичностью раз в пять лет. За период с 1965 по 1992 годы проведено шесть съездов. Первый, учредительный съезд прошёл в мае 1965 (по другим данным, 1966) года. Последний, VI съезд Всесоюзного общества генетиков и селекционеров имени Вавилова прошёл в ноябре 1992 года в Минске. На этом съезде было принято решение о прекращении существования Всесоюзного общества генетиков и селекционеров имени Вавилова и решение об организации Ассоциации генетических обществ стран Союза независимых государств. Всесоюзное общество генетиков и селекционеров выступало организатором XIV Международного генетического конгресса в Москве в 1978 году.

### Вавиловское общество генетиков и селекционеров
Преемником ВОГиСа им. Вавилова в пост-советской России стало Вавиловское общество генетиков и селекционеров, имеющее статус Межрегиональной общественной организации. Вавиловское общество генетиков и селекционеров было основано в 1992 на базе Российского республиканского общества и ряда отделений Всесоюзного общества генетиков и селекционеров им. Н. И. Вавилова. Центральный совет Общества находится в Санкт-Петербурге. По состоянию на 1993 г. общество насчитывало около 5 тысяч членов. 10 февраля 1995 г. ВОГиС зарегистрировано в Минюсте России. Учредительная конференция прошла в феврале 1992 г. в Санкт-Петербурге. С 1997 г. общество издает ежеквартальный журнал Информационный вестник ВОГиС.
Центральный совет Общества находится в Санкт-Петербурге. По состоянию на 1993 год, общество насчитывало около 5 тысяч членов, а в 2016 году его численность составляла более 2800 специалистов в области генетики и селекции. 10 февраля 1995 года ВОГиС зарегистрировано в Министерстве юстиции России. Учредительная конференция прошла в феврале 1992 года в Санкт-Петербурге.  Недавно Общество отметило 50-летний юбилей (1966—2016), к которому было приурочено проведение Всероссийской с международным участием конференции «50 лет ВОГиС: успехи и перспективы» в ноябре 2016 года в Москве.

## Съезды

### ВОГиС им. Вавилова
- 1-й съезд — май 1965 (по другим данным, 1966 г.) (Москва) на базе Главного ботанического сада АН СССР;
- 2-й съезд — январь—февраль 1972 г. (Москва);
- 3-й съезд — май 1977 г. (Ленинград) на базе ЛГУ;
- 4-й съезд — февраль 1982 г. (Кишинёв);
- 5-й съезд — ноябрь 1987 г. (Москва), на базе МГУ.
- 6-й съезд — ноябрь 1992 г. (Минск).

### Вавиловское ОГиС
- I Съезд — декабрь 1994 г. (Саратов)
- II Съезд — 1999 г. (Санкт-Петербург)
- III Съезд — июнь 2004 г. (Москва)
- IV Внеочередной Съезд — июль 2005 г. (Омск)
- V Съезд — июнь 2009 г. (Москва)
- VI Съезд — июнь 2014 г. (Ростов-на-Дону)
- VII Съезд — 18-22 июня 2019 г. (Санкт-Петербург)

## Президенты

### ВОГиС им. Вавилова
- 1966—1972 — академик Б. Л. Астауров
- 1972—1975 — профессор Н. В. Турбин
- 1975—1982 — профессор Н. П. Бочков
- 1982—1992 — академик В. А. Струнников

### Вавиловское ОГиС
- 1994—2004 — академик С. Г. Инге-Вечтомов
- 2004—2014 — академик В. К. Шумный[2]
- 2014— н. в. — академик И. А. Тихонович[3]

## Вавиловский журнал генетики и селекции
С 1997 года общество издает научный рецензируемый журнал открытого доступа "Вавиловский журнал генетики и селекции" (ранее — «Информационный вестник ВОГиС»).